# Окава, Мисао
Мисао Окава (яп. 大川 ミサヲ О:кава Мисао, 5 марта 1898, Осака, Японская империя — 1 апреля 2015, Осака, Япония) — японская долгожительница. С 12 января 2013 года, после смерти своей соотечественницы Кото Окубо, стала самой пожилой женщиной Земли. 12 июня 2013 года, после смерти Дзироэмона Кимуры, стала старейшим человеком в мире.
До 31 августа 2017 года являлась старейшим верифицированным человеком, когда-либо жившим в Японии. 1 сентября 2017 она уступила этот титул Наби Тадзимe.

## Биография
Родилась 5 марта 1898 года в квартале Тэмма района Кита города Осака.
Она была четвёртой дочерью в семье торговца мануфактурой.
В 1919 году вышла замуж за Юкио Окаву. У них в семье родилось трое детей — две дочери и один сын. По состоянию на февраль 2013 года, её сын и дочь были живы, оба в возрасте старше 90 лет. Также у неё есть четверо внуков и шесть правнуков.
27 февраля 2013 года, за несколько дней до своего 115-го дня рождения, она была официально признана Книгой рекордов Гиннесса в качестве старейшей в мире ныне живущей женщины, и ей был вручён соответствующий сертификат.
Скончалась 1 апреля 2015 года от сердечной недостаточности в осакском доме престарелых, прожив 117 лет и 27 дней.

## Рекорды долголетия
- 5 марта 2013 года стала 30-м человеком в истории, встретившим 115-летие.
- 17 ноября 2013 года вошла в десятку старейших верифицированных женщин, живших когда-либо.
- 18 января 2014 года вошла в десятку старейших верифицированных людей, живших когда-либо.
- 5 марта 2014 года стала 10-м в истории человеком, достигшим 116 лет.
- 29 апреля 2014 года стала 9-й из старейших верифицированных людей.
- 14 июня 2014 года стала 8-й из старейших верифицированных людей.
- 2 июля 2014 года стала 7-й из старейших верифицированных людей[3].
- 28 августа 2014 года Мисао стала 6-й из старейших верифицированных людей и старейшим верифицированным когда-либо жившим жителем Японии.
- 16 февраля 2015 года Мисао стала 5-й из старейших верифицированных людей.
- 5 марта 2015 года Мисао стала 5-м человеком в истории, достигшим возраста 117 лет.